# Afrikas stora sjöar

Sjöarna i sjösystemet i blått.

De stora sjöarna (engelska: Great Lakes) i Afrika är en grupp sjöar i och omkring det östafrikanska gravsänkesystemet. Bland dessa sjöar finns bland annat Victoriasjön, världens tredje största sjö. De stora sjöarna är:
- Victoriasjön
- Tanganyikasjön
- Albertsjön
- Edwardsjön
- Kivusjön
- Malawisjön

Stora sjöarna begränsas ibland till endast Victoria-, Albert- och Edwardsjöarna eftersom bara de har utlopp till Vita Nilen. Tanganyika- och Kivusjöarna har sina utlopp i Kongofloden. Kyogasjön är en del av stora sjöarna-systemet, men betraktas i sig inte som en av de stora sjöarna.

## Regionen Stora sjöarna
Stora sjöarna är också namnet på regionen som omger sjöarna. Denna region omfattar Rwanda, Burundi och Uganda samt delar av Kongo-Kinshasa, Tanzania och Kenya.
Omkring 107 miljoner människor lever i regionen som är en av världens mest tätbefolkade. Äldre tiders vulkaniska aktiviteter har gjort detta område i Afrika till ett av världens bästa jordbruksområden. Genom sin höjd över havet har regionen ett tempererat klimat trots att det ligger vid ekvatorn. Detta har gjort att regionen inte lider av de sjukdomar som stora delar av den övriga kontinenten hemsöks av varför boskapsskötsel med i första hand nötkreatur och getter är vanligt här.
Befolkningstätheten och överskottet från jordbruket gjorde att samhällena i regionen tidigt organiserades i ett antal mindre stater. De mäktigaste av dessa monarkier var Rwanda, Burundi, Buganda och Bunyoro. 
Regionen har, som Nilens källa, varit av intresse för européer sedan länge. De första européerna som penetrerade regionen var missionärer som, trots begränsade framgångar i arbetet med att konvertera lokalbefolkningen, lyckades öppna den för den kolonisation som skulle komma. Den ökade kontakten med omvärlden gjorde att såväl regionens människor som boskap drabbades av en serie förödande epidemier. Epidemierna minskade befolkning i regionen dramatisk, med upp till 60% i vissa områden, och regionens befolkning hade inte återhämtat sig till sin förkoloniala nivå förrän under 1950-talet.
Trots att regionen tycktes ha en stor potential efter självständighetsförklaringarna, har de senaste åren inneburit inbördeskrig och omfattande våldsamheter. Av länderna i regionen är Kenya och Tanzania de enda som i stort sett klarat sig från den senaste tidens våldsamma utveckling.